# بستان النخيل

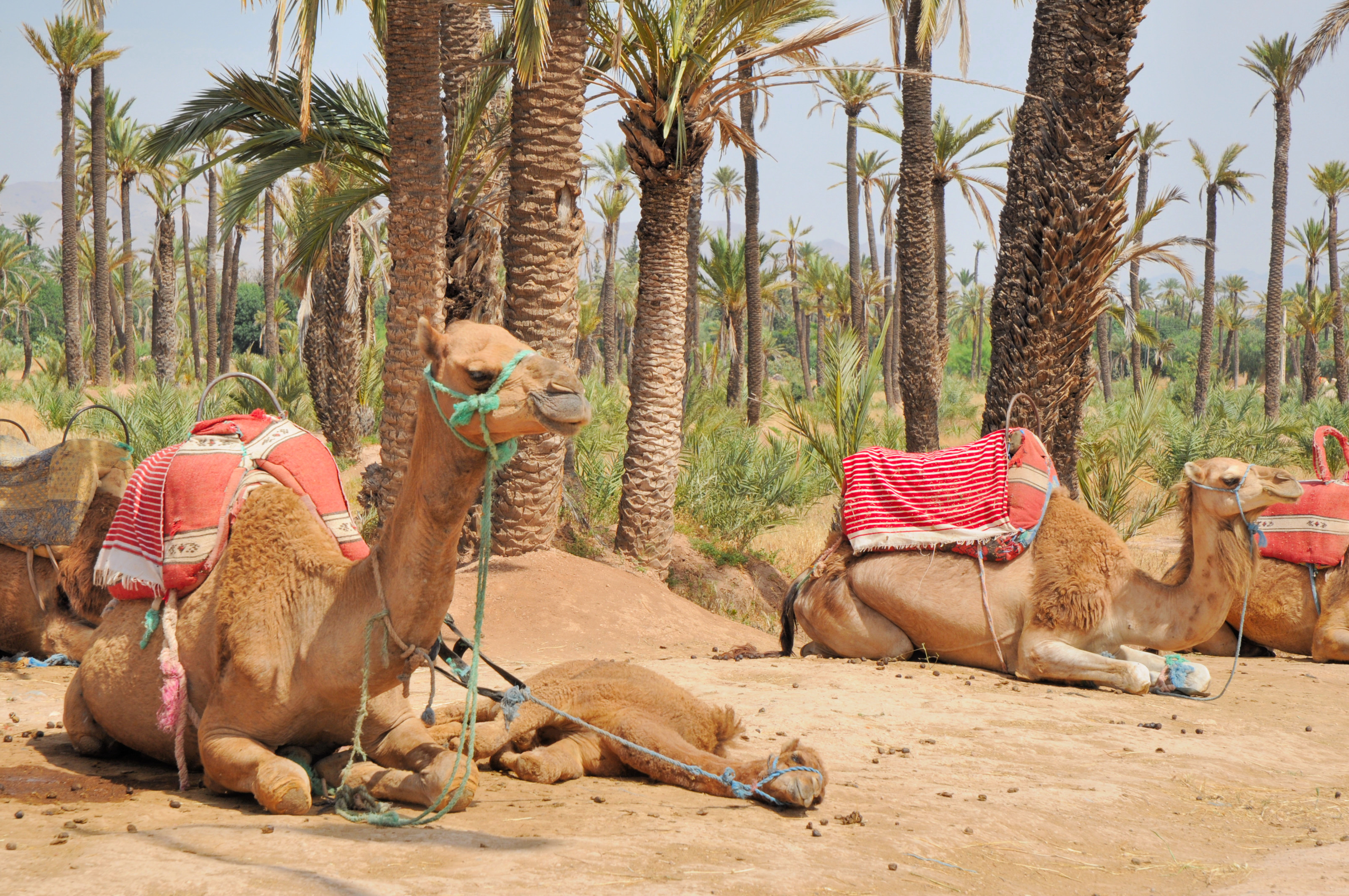
بستان نخيل مراكش

بستان النخيل في مراكش هي واحة نخيل تضم مئات الآلاف من الأشجار وتوجد خارج مراكش في المغرب.
يقع البستان على حافة القسم الشمالي من المدينة ويبلغ طوله 5 ميل (8.0 كـم) في الطول وتغطي مساحة 54 ميل مربع (140 كـم2). وتشتهر الواحة بأشجار النخيل والمنتجعات مثل بالميرا روتانا وشاطئ نيكي.

## التاريخ
على الرغم من أن الأسطورة تذكر أن بستان النخيل تم إنشاؤها من بذور التمر التي طردها المحاربون العرب منذ قرون، فقد تم إنشاؤها خلال فترة المرابطين باستخدام شبكة الري المسماة الخطارات.
تشير الحكاية (من 1000 عام) إلى أن بستان النخيل يرمز إلى «الأطفال المتحمسون للأرض والشمس الأفريقية». خيم السلطان يوسف بن تاشفين أثناء بحثه عن أرض لتأسيس سلالته المرابطية في سهل الحوز وقام جنوده الذين كانوا قد خيموا هناك بعد أن تناولوا النخل، بإلقاء بذور التمر حولهم، وسقط بعضهم في الثقوب التي أحدثتها الرماح التي نصبوها هناك، ونبتت هذه البذور في الأشجار. أصبح السهل بعد عدة قرون واحة تضم 50000 شجرة.
يوجد الآن في البستان أكثر من 100 ألف نخلة بالإضافة إلى أشجار الزيتون والفواكه. يتم الري في الوقت الحاضر عن طريق الخزانات المجاورة والآبار.
لم يُسمح ببناء المباني على ارتفاعات أعلى من أشجار النخيل في معايير تخطيط المدن في عشرينيات القرن الماضي، ونتيجة لذلك نمت أشجار النخيل في الأرصفة أيضًا. ومع ذلك ، في السنوات الأخيرة أثر التحضر على المنطقة.